# Línea 4 del Metro de Shanghái
La línea 4 es una línea circular de la red del Metro de Shanghái.

## Estaciones[1]
| Nombre de la estación Castellano                      | Nombre de la estación Hanzi | Transbordo                                  | Localización |  |  |  |
|                                                       |                             |                                             |              |  |  |  |
| — ↑ línea circular a Estadio Cubierto de Shanghái ↑ — |                             |                                             |              |  |  |  |
| Calle Yishan                                          | 宜山路                      |                                             | Xuhui        |  |  |  |
| Calle Hongqiao                                        | 虹桥路                      |                                             | Changning    |  |  |  |
| Calle Yan'an Oeste                                    | 延安西路                    |                                             | Changning    |  |  |  |
| Parque Zhongshan                                      | 中山公园                    |                                             | Changning    |  |  |  |
| Calle Jinshajiang                                     | 金沙江路                    |                                             | Putuo        |  |  |  |
| Calle Caoyang                                         | 曹杨路                      |                                             | Putuo        |  |  |  |
| Calle Zhenping                                        | 镇坪路                      |                                             | Putuo        |  |  |  |
| Calle Zhongtan                                        | 中潭路                      |                                             | Putuo        |  |  |  |
| Estación de Shanghái                                  | 上海火车站                  | * Shanghái * = transbordo fuera del sistema | Jing'an      |  |  |  |
| Calle Baoshan                                         | 宝山路                      |                                             | Jing'an      |  |  |  |
| Calle Hailun                                          | 海伦路                      |                                             | Hongkou      |  |  |  |
| Calle Linping                                         | 临平路                      |                                             | Hongkou      |  |  |  |
| Calle Dalian                                          | 大连路                      |                                             | Yangpu       |  |  |  |
| Calle Yangshupu                                       | 杨树浦路                    |                                             | Yangpu       |  |  |  |
| Avenida Pudong                                        | 浦东大道                    |                                             | Pudong       |  |  |  |
| Avenida del Siglo                                     | 世纪大道                    |                                             | Pudong       |  |  |  |
| Calle Pudian                                          | 浦电路                      |                                             | Pudong       |  |  |  |
| Calle Lancun                                          | 蓝村路                      |                                             | Pudong       |  |  |  |
| Tangqiao                                              | 塘桥                        |                                             | Pudong       |  |  |  |
| Puente Nanpu                                          | 南浦大桥                    |                                             | Huangpu      |  |  |  |
| Calle Xizang Sur                                      | 西藏南路                    |                                             | Huangpu      |  |  |  |
| Calle Luban                                           | 鲁班路                      |                                             | Huangpu      |  |  |  |
| Calle Damuqiao                                        | 大木桥路                    |                                             | Xuhui        |  |  |  |
| Calle Dong'an                                         | 东安路                      |                                             | Xuhui        |  |  |  |
| Estadio de Shanghái                                   | 上海体育场                  |                                             | Xuhui        |  |  |  |
| Estadio Cubierto de Shanghái                          | 上海体育馆                  |                                             | Xuhui        |  |  |  |
|                                                       |                             |                                             |              |  |  |  |
| — ↓ línea circular a Calle Yishan ↓ —                 |                             |                                             |              |  |  |  |